# 大島洋子
大島 洋子（おおしま ようこ）は、日本の声楽家（ソプラノ）、音楽教育者。旧姓：松井。夫も声楽家（バリトン）の大島幾雄。

## 経歴
香川県立坂出高校卒業。東京藝術大学音楽学部声楽科卒業。同大学院修了。畑中良輔、畑中更予に師事。
文化庁オペラ研修所に最年少で入所、同時にコンクール入賞記念で全国をまわる。2年間の研修後、オペラ研修所1期生を優秀な成績で修了。その年、二期会公演のヤナーチェク『利口な女狐の物語』ビストローシュカ（女狐）でオペラデビュー。続いて團伊玖磨『夕鶴』のつう、モーツァルト『フィガロの結婚』スザンナをレパートリーに加え、文化庁移動芸術公演で日本各地をまわり、好評を博す。
1979年（昭和54年）より文化庁派遣芸術家在外研究員としてミラノに留学。特にイタリアオペラ、ベルカントの作品の研究に励む。
帰国後は、モーツァルトのオペラを多く手がけ、ことにスーブレット（快活で初々しい若い娘を演じるソプラノの役柄）の役作りを得意とする。また最近ではリリコの役柄までレパートリーを広げつつある。邦人初演作品も多く、原嘉壽子作曲東京室内歌劇場『脳死を越えて』早坂森子、水戸芸術館『さんせう太夫』安寿等に出演。どちらも好評により再演された。新国立劇場『罪と罰』ソーニャ役も務めている。
コンサートでは、ベートーヴェン『第九』『ミサ・ソレムニス』、モーツァルト『レクイエム』『ハ短調ミサ』『戴冠ミサ』、カール・オルフ『カルミナ・ブラーナ』、マーラー交響曲第2番、交響曲第4番、ヴェルディ『レクイエム』、ヘンデル『メサイア』、ハイドン『天地創造』、バッハ『ロ短調ミサ』『マタイ受難曲』、メンデルスゾーン『エリヤ』、ドヴォルザーク『レクイエム』『スタバート・マーテル』、ブラームス『ドイツ・レクイエム』等のソリストとして国内外の指揮者、オーケストラと共演している。柔かく、透明感と潤いのある声で、低音から高音までむらなく響き、また的確な表現と豊かな音楽性は高い評価を得ている。
二期会会員。東京藝術大学講師。東邦音楽大学講師。日本声楽アカデミー会員。

## 主な顕彰
- 1975年 第44回毎日音楽コンクール第3位入賞[7] ※旧姓：松井洋子での受賞。当時22歳[3]。
- 1989年度 第17回ジロー・オペラ賞受賞[8]

## 主なディスコグラフィー
- J.ブラームス ジプシーの歌/愛の歌 指揮：畑中良輔、ソプラノ：大島洋子・平松英子、メゾソプラノ：菅有実子・永富啓子、テノール：藤川泰彰・星洋二、バス：志村文彦・堀野浩史、ピアノ：久邇之宜・谷池重紬子（2002年12月18日）ビクターエンタテインメント VICC-60315[9]
- ベートーヴェン：交響曲全集 指揮：山田一雄、ソプラノ：大島洋子、メゾソプラノ：西明美、テノール：大野徹也、バリトン：木村俊光、札幌アカデミー合唱団、札幌放送合唱団、指揮：矢崎彦太郎・宍戸悟郎 札幌交響楽団 日本コロムビア[9]
- オルフ：世俗的カンタータ『カルミナ・ブラーナ』小林研一郎指揮、大島洋子、新座少年少女合唱団、ハンガリー国立合唱団、武蔵野合唱団、大島幾雄、高橋淳、日本フィルハーモニー交響楽団 Exton OVCL-00123 [10]
- 別宮貞雄：オペラ『有間皇子』若杉弘指揮、福井敬、大島洋子、永井和子、勝部太、鈴木寛一、多田羅迪夫、新日本フィルハーモニー交響楽団 カメラータ CMCD-20001[10]